# Arrhenia fissa
Arrhenia fissa är en lavart som först beskrevs av Leyss., och fick sitt nu gällande namn av Redhead 1984. Arrhenia fissa ingår i släktet Arrhenia och familjen Tricholomataceae.   Inga underarter finns listade i Catalogue of Life.